# Raja Amasheh
Raja Amasheh (* 9. August 1982 in Amman, Jordanien) ist eine deutsche Profiboxerin und ehemalige WKA-Kickboxerin.

## Leben
Amasheh kam im Alter von dreieinhalb Monaten mit ihrer Familie nach Berlin. 2002 begann sie zunächst mit Kick- und Thaiboxen; 2007 kam Amateurboxen dazu. Nachdem sie als Amateurin u. a. WKA-Weltmeisterin im Kickboxen und mehrfache Deutsche Vizemeisterin im Amateurboxsport geworden war, wechselte sie im November 2008 in das Profilager. Von Dominik Junge in Karlsruhe trainiert, hat sie seither 24 Duelle im Fliegengewicht (bis 50,8 kg) bestritten. Seit dem 27. Oktober 2012 ist Amasheh Intercontinental Champion nach Version der World Boxing Federation. Den Titel konnte sie in St. Ingbert gegen die Serbin Fleis Djendji einstimmig nach Punkten gewinnen. Am 7. September 2013 errang sie in Saarbrücken durch einen einstimmigen Punktsieg über die Österreicherin Eva Voraberger den vakanten Weltmeistertitel im Superfliegengewicht der WBF.
Am 17. Mai 2014 boxte Amasheh in Saarbrücken gegen Susana Cruz Perez aus Mexico um den WBF- und World-Boxing-Council-Silver-WM-Gürtel. Durch den klaren Sieg stieg sie in der Weltrangliste auf Nummer 5 im Fliegengewicht auf. Weiterhin hält sie seit März 2018 den Superfliegengewichts-WM-Titel der WBO sowie seit 14. September 2018 den Diamond Belt der World Boxing Council.
Raja Amasheh hat das Bachelor- sowie das Master-Studium der Betriebswirtschaftslehre erfolgreich abgeschlossen.

## Erfolge als Profiboxerin
- 2012 Intercontinental Championesse der World Boxing Federation
- 2013 Weltmeisterin im Superfliegengewicht nach Version der WBF
- 2014 Weltmeisterin im Fliegengewicht nach Version der WBF sowie WBCSilver Belt
- seit 2015 Weltmeisterin im Fliegengewicht nach Version der  WBCSilver Belt
- seit 10. März 2018 Weltmeisterin im Superfliegengewicht nach Version der WBO
- am 14. September 2018 konnte Raja ihren Weltmeistertitel im Superfliegengewicht nach Version der WBO verteidigen und weiterhin, als erste Europäerin, den WBC Diamond Belt gewinnen.

## Erfolge als Kickboxerin
- mehrfache deutsche Meisterin WKA (K1, Vollkontakt und Leichtkontakt) bis 50 kg und bis 55 kg
- mehrfache internationale deutsche Meisterin WKA (K1, Vollkontakt und Leichtkontakt)  bis 50 kg, bis 55 kg
- 2006: WKA-Vizeweltmeisterin Vollkontakt bis 50 kg
- 2008: WKA-Weltmeisterin Vollkontakt bis 50 kg

## Erfolge als Amateurboxerin
- Hessenmeisterin 2007, 2008 (-48 kg)
- Deutsche Vizemeisterin 2007, 2008 (-48 kg)